# Das Schiff in der Flasche
Das Schiff in der Flasche (Originaltitel: Ship In A Bottle) ist die zwölfte Folge der sechsten Staffel der US-amerikanischen Science-Fiction-Fernsehserie Raumschiff Enterprise – Das nächste Jahrhundert. Sie wurde in den Vereinigten Staaten über Syndication vermarktet und erstmals am 25. Januar 1993 auf verschiedenen Fernsehsendern ausgestrahlt. In Deutschland war sie zum ersten Mal am 2. Juni 1994 in einer synchronisierten Fassung auf Sat.1 zu sehen.

## Handlung
Im Jahr 2369 bei Sternzeit 46424.1 spielen auf der Enterprise der zweite Offizier Data und Chefingenieur La Forge in ihrer Freizeit auf dem Holodeck eine Sherlock-Holmes-Geschichte nach. Dabei bemerken sie eine ärgerliche Fehlfunktion. Data, in der Rolle des Holmes, sollte eigentlich einen Mörder dadurch entlarven, dass er ihn als Linkshänder identifiziert. Der Computer macht aus ihm aber einen Rechtshänder. Da die Geschichte so nicht richtig abgeschlossen werden kann, bitten sie Lieutenant Barclay, das Holodeck zu reparieren. Bei seiner Diagnose entdeckt Barclay einige geschützte Dateien. Als er sie sich anzeigen lässt, erscheint vor ihm plötzlich ein holografisches Abbild von Professor Moriarty. Der verlangt, Captain Picard zu sprechen, was Barclay erstaunt, denn Holodeck-Figuren sollten eigentlich kein Wissen über ihre eigene Natur und die Schiffsbesatzung haben. Moriarty erklärt ihm, dass er bei seiner ersten Aktivierung, die mittlerweile vier Jahre her ist, ein Bewusstsein erlangte. Damals hatte Picard ihm versprochen, nach einem Weg zu suchen, wie er das Holodeck verlassen könne. Jetzt will er wissen, was aus diesem Versprechen geworden ist.
Die Enterprise hat inzwischen das Detrian-System erreicht, wo sie beobachten soll, wie zwei riesige Gasplaneten zu einem neuen Stern verschmelzen. Nach Barclays unerwarteter Begegnung beschließt Picard allerdings, sich zunächst mit Moriarty zu treffen. Gemeinsam mit Barclay und Data betritt er das Holodeck. Er versichert Moriarty, dass man ihn nicht vergessen habe. Im Gegenteil, die besten Wissenschaftler der Föderation wurden zu Rate gezogen, aber man hat einfach noch keine Lösung für das Problem gefunden, dass holografische Objekte außerhalb des Holodecks nicht existieren können. Picard demonstriert dies, indem er ein Buch durch den geöffneten Ausgang des Holodecks wirft, das daraufhin sofort verschwindet. Moriarty stellt die kühne Behauptung auf, dass es ihm durch schiere Willenskraft möglich sein könnte, dieses Problem zu überwinden. Mit den Worten „Cogito ergo sum“ durchschreitet er den Ausgang – und verschwindet nicht.
Für Picard und seine Leute ist dies völlig unerklärlich. Schiffsärztin Beverly Crusher stellt bei einer Untersuchung fest, dass Moriarty ein realer Mensch ist. Die Schiffsbesatzung steht vor einem Rätsel, denn dies widerspricht allen bekannten Naturgesetzen. Moriarty will nun die Möglichkeiten, die ihm das Leben im 24. Jahrhundert bietet, voll und ganz ausschöpfen. Picard verspricht, ihn dabei zu unterstützen, doch Moriarty hat erneut eine schwer zu erfüllende Bitte: Er möchte dieses neue Leben gemeinsam mit der Countess Regina Barthalomew verbringen. Sie ist seine große Liebe, aber leider ebenfalls ein Hologramm. Picard versucht Moriarty zu erklären, dass er keine Ahnung hat, wie man die Countess aus dem Holodeck holen könnte, doch Moriarty will das nicht akzeptieren und wird verärgert.
Moriarty will seiner Forderung Nachdruck verleihen und schafft es irgendwie, die Kontrolle über den Schiffscomputer der Enterprise an sich zu reißen. Dies bringt das Schiff in große Gefahr, da es nun nicht mehr abdrehen kann, wenn die beiden Gasplaneten verschmelzen. Die Besatzung muss sich wohl oder übel etwas einfallen lassen, um Moriarty zufriedenzustellen. Data, La Forge und Barclay versuchen, den Transporter zu benutzen. Mithilfe von Musterverstärkern wollen sie ein holografisches Objekt erfassen und aus dem Holodeck herausbeamen. Sie versuchen es mit einem Stuhl. Dieser wird zwar erfolgreich dematerialisiert, erscheint anschließend aber nicht auf der Transporterplattform. Für Data war dieses Ergebnis zu erwarten, doch etwas anderes erscheint ihm merkwürdig: Im Computer wurde kein Protokoll dieses Beamvorgangs gespeichert; es scheint fast so, als habe er nie stattgefunden.
Kurz darauf glaubt La Forge, eine Möglichkeit gefunden zu haben, die Computerkontrolle zurückzuerlangen. Er bittet Picard, seine Kommandocodes einzugeben, doch nichts passiert. In diesem Moment kommt Data hinzu und erklärt Picard, dass er jetzt weiß, wie Moriarty das Holodeck verlassen konnte: Er hat es gar nicht verlassen! Stattdessen hat er ein holografisches Abbild der gesamten Enterprise erschaffen. Als Picard, Data und Barclay ihn auf dem Holodeck besuchten, hat er einen falschen Ausgang kreiert. In Wirklichkeit befinden sie sich immer noch auf dem Holodeck und alle anderen Besatzungsmitglieder sind lediglich Simulationen. Das Experiment mit dem Stuhl lieferte Data den entscheidenden Hinweis: Da ein solcher Beamvorgang noch nie versucht wurde, konnte der Computer hierzu auch keine sinnvollen Daten simulieren. Um diese Hypothese zu untermauern, wirft Data La Forge ein Werkzeug zu. Der fängt es mit der linken Hand auf, obwohl er Rechtshänder ist. Schließlich wirft Data seinen Kommunikator von sich und nach wenigen Metern prallt er gegen die Wand des Holodecks. Damit ist Datas Hypothese für Picard bewiesen.
Da Moriarty jetzt Picards Kommandocodes hat, besteht die Gefahr, dass er die echte Enterprise unter seine Kontrolle bringt. Genau das passiert auch und Moriarty versucht nun, die echte Besatzung zu erpressen. Picard, Data und Barclay wollen ihn davon überzeugen, dass sie nun tatsächlich einen Weg gefunden hätten, holografische Personen zu beamen, indem sie die Heisenberg-Kompensatoren des Transporters abkoppeln. Picard trifft sich in der Simulation von Sherlock Holmes’ Wohnung mit der Countess Barthalomew. Sie soll den Vorschlag an Moriarty weiterleiten, zusammen mit der Bedingung, dass er die Computerkontrolle zurückgeben soll. Moriarty zeigt sich schließlich einverstanden. Er gibt die entsprechenden Anweisungen an den ersten Offizier Will Riker weiter. Nach den nötigen Vorbereitungen werden Moriarty und die Countess aus dem Holodeck gebeamt und materialisieren wohlbehalten im Transporterraum. Moriarty gibt die Kontrolle über den Computer wieder frei, doch erst, nachdem er von Riker ein Shuttle erhalten hat, mit dem er und die Countess davonfliegen und das Universum erkunden.
Als das Shuttle die Enterprise verlassen hat, verschwindet Riker. Picard steht in einem leeren Holodeck, verlässt es und trifft sich draußen in der simulierten Enterprise mit Data und Barclay. Mit der zurückerlangten Kontrolle über den Computer kann diese Simulation nun beendet und das Schiff in eine sichere Position gesteuert werden. In einer Besprechung mit seinen Führungsoffizieren erklärt Picard, dass er Moriarty mit seinen eigenen Waffen geschlagen hat: Picard, Data und Barclay konnten die echte Enterprise nicht kontaktieren, aber sie konnten das simulierte Holodeck auf der simulierten Enterprise nutzen. Sie ließen Moriarty und die Countess glauben, sie wären in die echte Welt gebeamt worden, doch stattdessen wurden sie in eine Simulation in einer Simulation versetzt. Barclay hat ihr Programm daraufhin in einen externen Speicher übertragen. Er verbindet es nun mit einem handlichen Miniatur-Holodeck, in welchem Moriarty und der Countess genug Abenteuer für ein ganzes Leben zur Verfügung stehen.

## Besonderheiten

### Verbindungen zu anderen Star-Trek-Produktionen
Das Schiff in der Flasche ist eine Fortsetzung von Folge 2.03 (Sherlock Data Holmes) aus dem Jahr 1988.
Gemäß der angegebenen Sternzeit spielt die Handlung von Das Schiff in der Flasche parallel zu Folge 1.05 (Babel) der Spin-off-Serie Star Trek: Deep Space Nine.
Die Ereignisse aus dieser Folge wurden in mehreren späteren Star-Trek-Produktionen wieder aufgegriffen:
- In der animierten Serie Star Trek: Lower Decks gibt es in mehreren Folgen Anspielungen auf Moriarty und seine beiden Auftritte in Raumschiff Enterprise – Das nächste Jahrhundert.
- In Folge 3.06 (Die Bounty) von Star Trek: Picard aus dem Jahr 2023 kommt eine holografische Nachbildung Moriartys ohne eigenes Bewusstsein vor.

### Besonderheiten der deutschen Synchronfassung
In der deutschen Synchronfassung fehlen in Das Schiff in der Flasche und in der nächsten Folge Aquiel im Vorspann die ersten beiden Sätze des Einleitungstexts („Der Weltraum – unendliche Weiten. Wir befinden uns in einer fernen Zukunft.“).

## Produktion

### Drehbuch
Eine Fortsetzung von Sherlock Data Holmes war bereits länger geplant, verzögerte sich aber, da das Produktionsteam damals irrtümlich davon ausging, dass die Sherlock-Holmes-Geschichten bereits gemeinfrei seien, was aber erst seit 2001 der Fall ist. 1993 hatte man sich dann schließlich mit der Nachlassverwaltung Arthur Conan Doyles auf eine Lizenzierung geeinigt.
Als Grundlage für die Fortsetzung diente eine Idee, die René Echevarria während der dritten Staffel vorgeschlagen hatte. In dieser sollte Riker Picard aufs Holodeck beamen und dort sollte es in einer Simulation so aussehen, also ob Riker die Enterprise übernimmt und in feindliches Gebiet steuert.

### Darsteller
Daniel Davis hatte Professor Moriarty zuvor bereits in Folge 2.03 (Sherlock Data Holmes) von Raumschiff Enterprise – Das nächste Jahrhundert gespielt. Er übernahm die Rolle erneut in Folge 3.06 (Die Bounty) von Star Trek: Picard.

### Kulissen
Sherlock Holmes’ Wohnung musste neu erstellt werden, da die Kulissen aus der Folge Sherlock Data Holmes nicht mehr existierten.

## Rezeption
Alex Knapp listete Das Schiff in der Flasche 2011 in Forbes als eine der zehn besten Folgen im ganzen Star-Trek-Franchise auf, die sich mit den Themen Künstliche Intelligenz, technologische Singularität, Transhumanismus und Post-Knappheits-Gesellschaft befassen.
Keith DeCandido bewertete Das Schiff in der Flasche 2012 auf tor.com als eine herausragende Folge von Raumschiff Enterprise – Das nächste Jahrhundert. Er fand die Geschichte großartig konstruiert, beginnend bei der Tatsache, dass es sich nicht um eine typische Holodeck-Fehlfunktion handelt, wie sie schon oft zu sehen war, sondern um eine Falle, die von einem intelligenten Wesen bewusst konstruiert wurde. Ihm gefiel, dass die ganze Folge viele subtile Hinweise darauf gibt, dass sich Picard, Data und Barclay immer noch auf dem Holodeck befinden (etwa das Verhalten der anderen Besatzungsmitglieder), diese aber erst beim mehrmaligen Sehen auffallen. Weiterhin hob DeCandido die Schauspielleistung aller Darsteller positiv hervor.
Aaron Couch und Graeme McMillan	erstellten 2016 anlässlich des 50-jährigen Jubiläums von Star Trek in Zusammenarbeit mit verschiedenen Beteiligten aus dem Franchise für den Hollywood Reporter eine Liste der 100 besten bis dahin ausgestrahlten Folgen. Das Schiff in der Flasche wurde hierbei auf Platz 21 gewählt.
Aaron Couch und Graeme McMillan erstellten 2016 für den Hollywood Reporter eine Liste der 25 besten Folgen von Raumschiff Enterprise – Das nächste Jahrhundert. Das Schiff in der Flasche landete dabei auf Platz 6.
Michael Weyer führte Das Schiff in der Flasche 2019 auf cbr.com in einer Liste der 20 besten Holodeck-Folgen im Star-Trek-Franchise auf Platz 3.